# Память еврейского народа и Холокост на Украине (музей)

Музей «Память еврейского народа и Холокост на Украине» — музей в Днепре, расположенный в культурно-деловом центре «Менора».
Самый крупный на постсоветском пространстве музей памяти еврейского народа. Kроме традиционных витрин с экспонатами, в музее используются мультимедийные инсталляции, голограммы, трансляция видео- и аудиозаписей.

## История

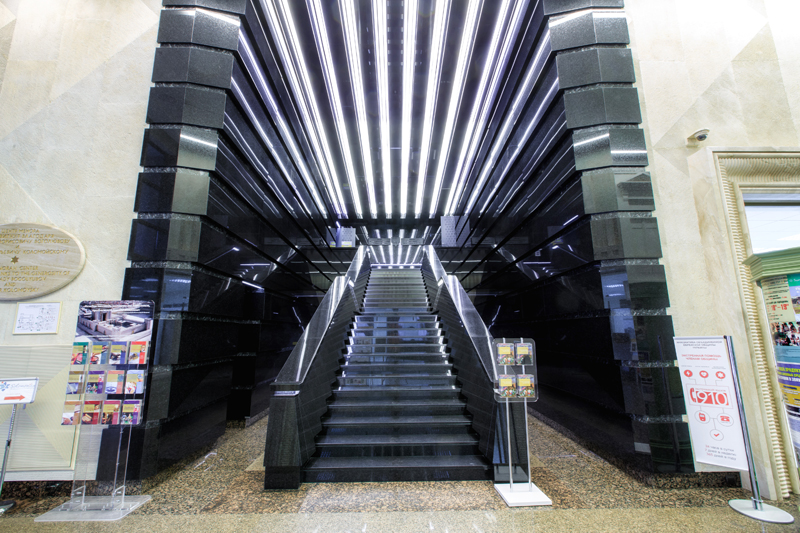
Вход в музей «Память еврейского народа и Холокост в Украине»

Музей является самым крупным на Украине музеем, который посвящен еврейской истории и трагедии Холокоста. Основан в 2012 году. Идея создания Музея Холокоста возникла ещё в 1999 году, когда был создан Научно-просветительский центр «Ткума» — первый национальный центр по изучению и преподаванию истории евреев и Холокоста.
Концепция музея была окончательно оформлена в 2010 году.
Проект создания музея реализован благодаря деятельности Днепровской еврейской общины и её духовного лидера — главного раввина Днепра и региона Шмуэля Каминецкого, организационной и финансовой поддержке лидеров общины — Геннадия Боголюбова и Игоря Коломойского, — а также содействию ряда еврейских организаций и сотрудников «Ткумы».
Уникальные предметы, связанные с историей еврейского народа и трагедией Холокоста для экспозиций музея передали Шмуэль Каминецкий, Игорь Коломойский, Лада и Леон Шерман, Александр Крейнин, Олег Корбан и многие другие. Десятки научных, просветительских, образовательных учреждений Украины, Польши, Германии, Канады, США, Израиля и других стран также внесли значимый вклад в создание экспозиций и пополнение фондов музея.
Во время церемонии открытия музея один из главных инициаторов его создания Игорь Коломойский отметил, что «музей начал создаваться в 1999 году, и что эта идея до своей реализации прошла непростой путь».
При создании музея были учтены достижения и опыт передовых музеев мира, использованы уникальный дизайн и оригинальные художественные решения, а также новейшие аудиовизуальные и мультимедийные технологии.
Общая площадь Музея составляет более 2 000 кв.м
Директор музея — историк, кандидат исторических наук Игорь Щупак.

## Деятельность
Музей занимается не только экспонированием уникальной коллекции артефактов, связанных с историей еврейской общины Украины-Екатеринослава-Днепропетровска-Днепра, но и ведущим образовательным центром по истории евреев Украины, Восточной Европы. Научные сотрудники музея выступают консультантами и экспертами для многих музейных учреждений Украины, принимают активное участие в научных конференциях и форумах.
В частности директор музея Игорь Щупак и главный художник музея Виктор Гукайло входили в состав рабочей группы по созданию первого на Украине музея «Гражданский подвиг Днепропетровщины в событиях АТО» (Днепр).
Музей «Память еврейского народа и Холокост в Украине» посещают общественные политические и культурные деятели, представители дипломатических миссий, школьники и студенты со всех областей Украины, гости из Австрии, Германии, Канады, Израиля, Литвы, Италии, России, США, Польши, Франции и других стран.

## Первый зал «Мир, уничтоженный Холокостом»

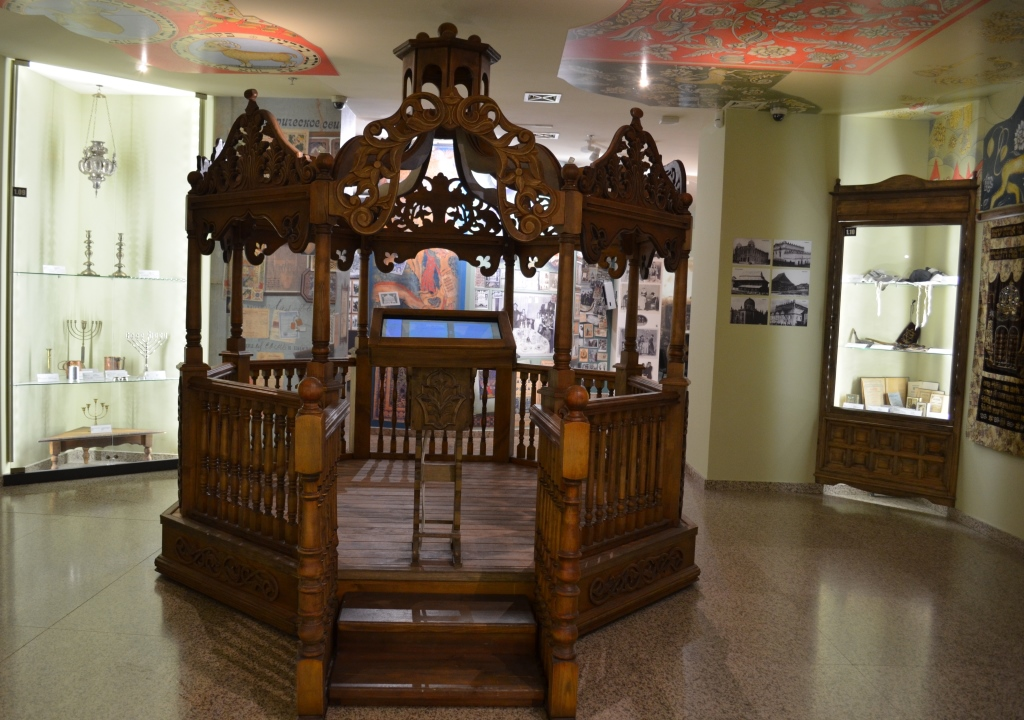
Первый зал музея, посвящённый духовной жизни еврейского народа

Зал состоит из блоков, которые посвящены иудаизму и духовному миру еврейского народа. Также зал включает в себя экспозиции, рассказывающие о ключевых событиях в истории евреев XVIII—XX веков.
Среди уникальных экспонатов — Короны Торы, древние свитки Торы, коллекции мезуз, которые были свидетелями драматического XX в. и Холокоста.
Экспозиция содержит экспонаты, посвящённые участию евреев в революционных событиях начала XX в., Первой мировой войне.
Отдельное внимание уделено теме массовых репрессий 1920—1930-х годов, в частности — деятельности евреев в структурах ВЧК — ОГПУ — НКВД и евреям — жертвам репрессий.
Отдельная экспозиция музея посвящена Голодомору 1932-33 гг. — геноциду украинского крестьянства. В том числе отражена судьба евреев и представителей других национальных меньшинств — жителей многонационального украинского села, которое стало жертвой сталинских практик коллективизации и раскулачивания.

## Второй зал — Холокост

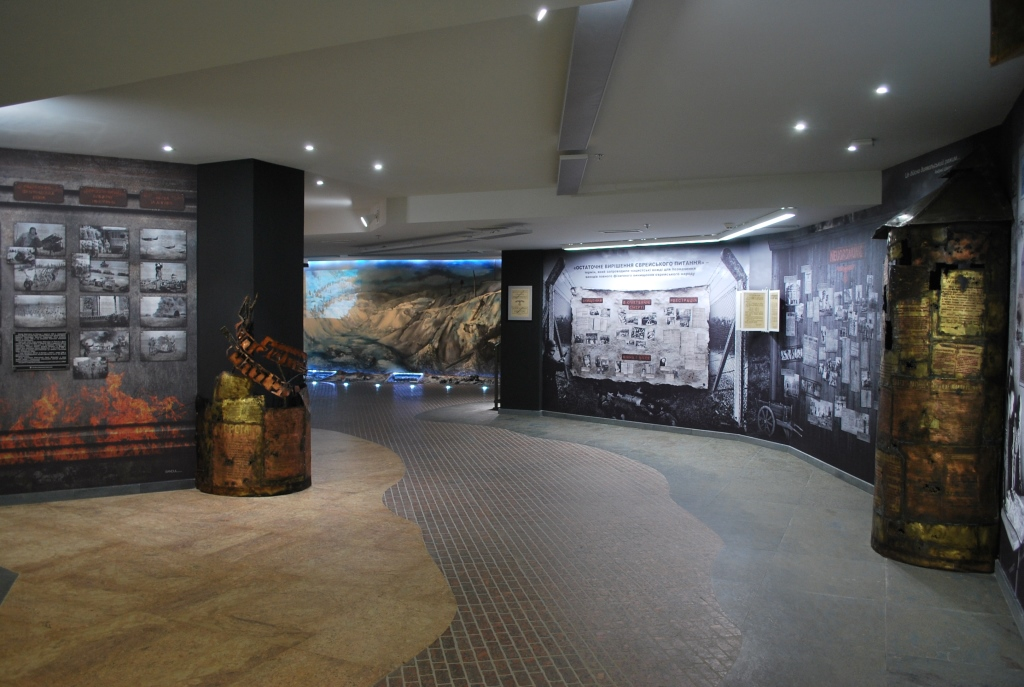
Зал музея, посвящённый Холокосту

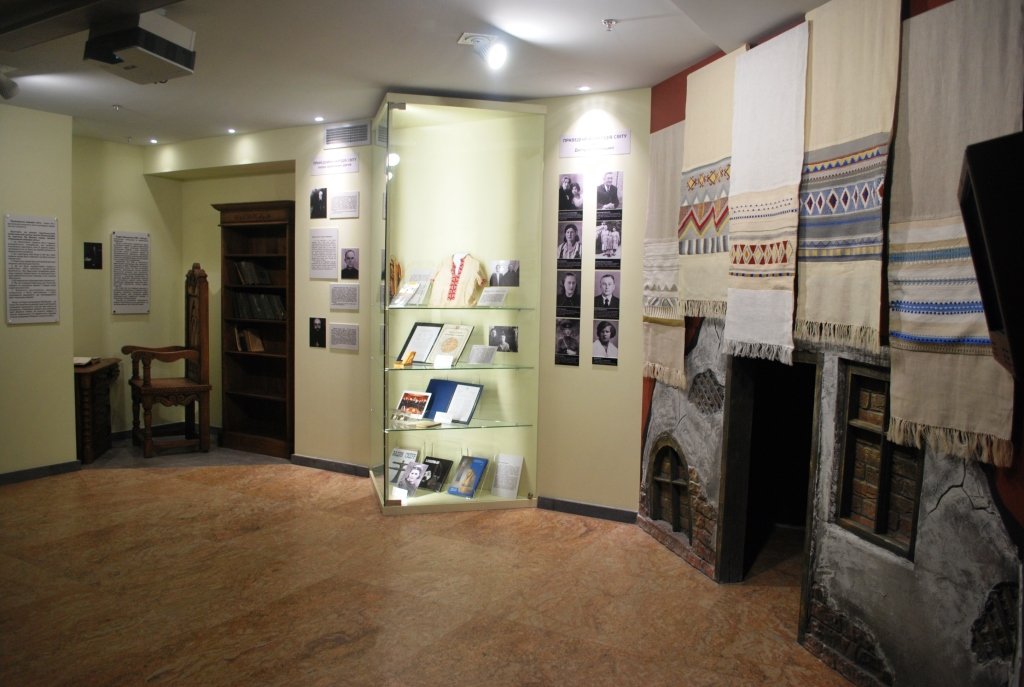
Зал «Праведники народов мира»

Первые экспозиции рассказывают о формировании нацистской идеологии в Германии 1930-х гг. и её антисемитской составляющей. Хроники тех времён, листовки, книги и газеты свидетельствуют о событиях «Хрустальной ночи» 1938 г., нацистских расовых законах, антисемитской пропаганде.
История «окончательного решения еврейского народа» на украинских землях воссоздана в экспозициях, посвящённых депортациям, гетто, лагерям смерти и концлагерям. Отдельное внимание уделено еврейскому сопротивлению нацистской политике, коллаборационизму и подвигу Праведников народов мира.

## Третий зал «Мир после Холокоста. Еврейская культура»
Экспозиции данного зала объединены общей темой — «Мир после Холокоста».

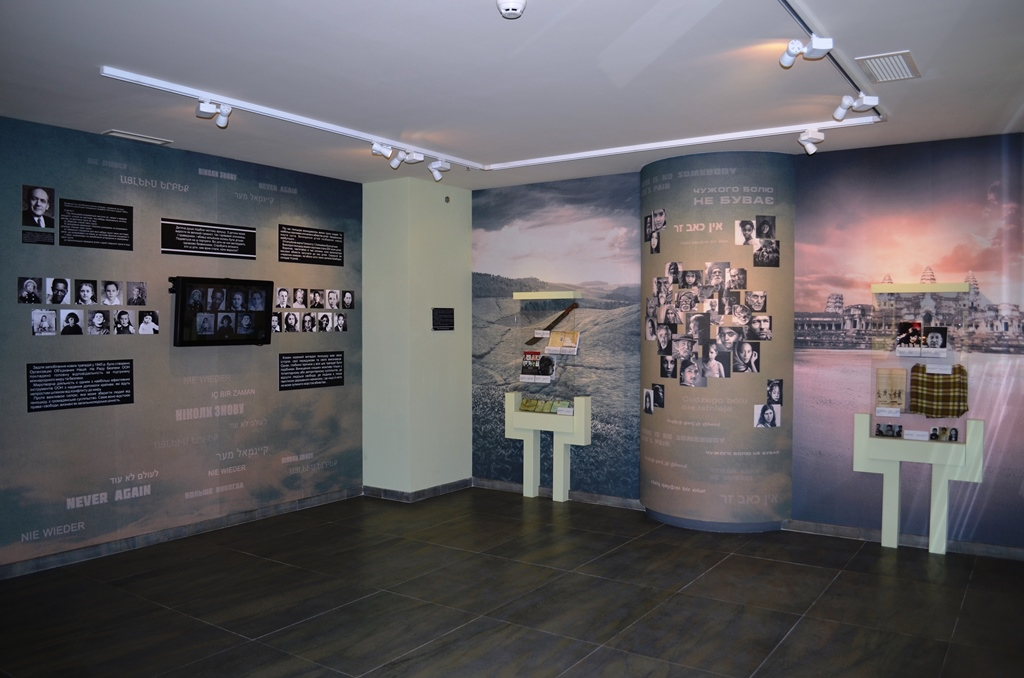
Экспозиция музея «Трагедии XX века»

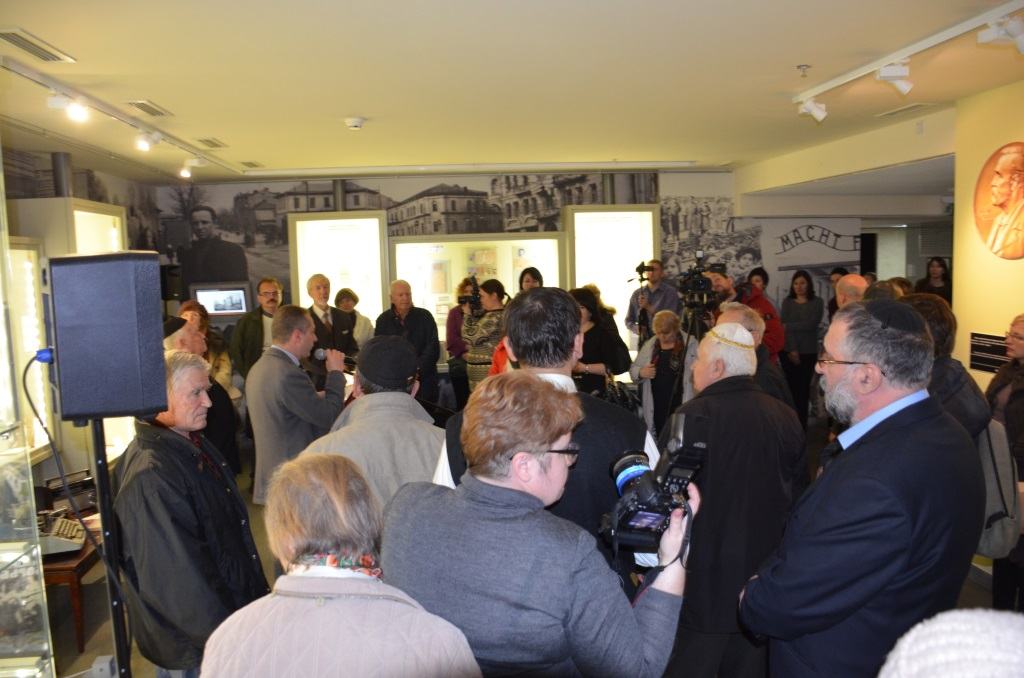
Открытие экспозиции «Евреи после Холокоста»

Среди затрагиваемых тем — евреи СССР после Холокоста, создание Государства Израиль в 1948 г., трагедии XX века.
Главная идея экспозиции «Трагедии XX в.» — «Чужой боли не бывает». Уникальные фотографии, личные вещи и документы рассказывают об армянском геноциде 1915 г., депортации народов Крыма 1944 г., Волынской трагедии, геноцидах в Камбодже и Руанде.
В январе 2018 года состоялось открытие первой на Украине постоянной экспозиции, посвящённой трагедии ромского народа на Украине и в Молдавии в годы Второй мировой войны.

## Четвёртый зал «Часы, видевшие прошлое»
В зале представлена коллекция уникальных старинных часов, переданная музею Игорем Коломойским . Часы изготовлены преимущественно во Франции и Германии в конце XVIII — начале XX вв.
В экспозиции представлены три типа часов: каминные; каретные; настенные. Часы выполнены в разнообразных техниках и стилях, от барокко и ампира до арт-деко.
Каждый экземпляр имеет свою историю, связанную с событиями XVIII — XIX вв., советским периодом и трагедией Второй мировой войны.

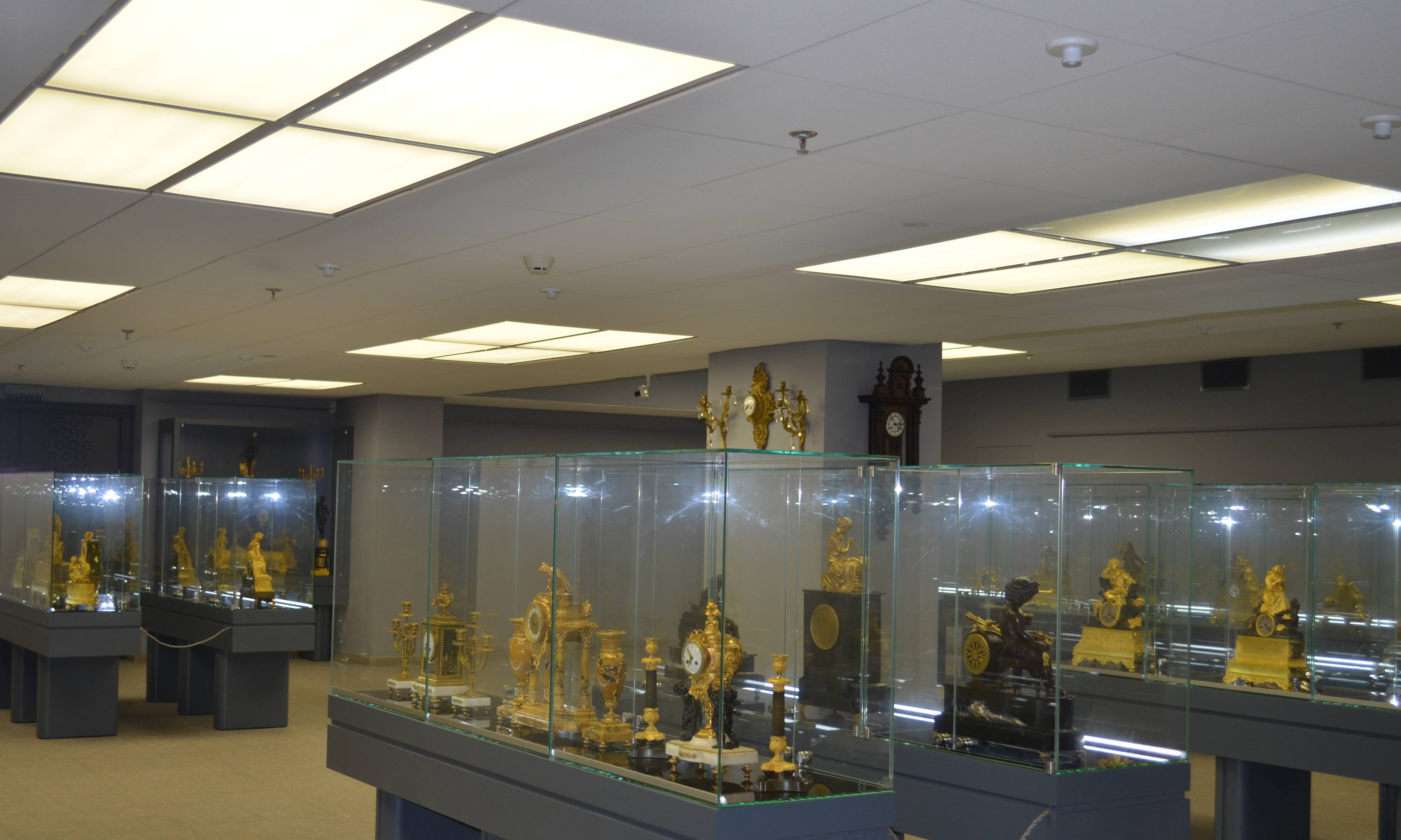
Зал музея «Часы, видевшие прошлое»